# گولنگتسه
گولنگتسه (به لاتین: Golnice) یک روستا در لهستان است که در گمینا بولسواویتس (استان سیلزی سفلی) واقع شده‌است. گولنگتسه ۲۴۰ نفر جمعیت دارد.